# Helvecia
Helvecia é uma comuna da província de Santa Fé, na Argentina.